# Phyprosopus nasutaria
Phyprosopus nasutaria är en fjärilsart som beskrevs av Philipp Christoph Zeller 1872. Phyprosopus nasutaria ingår i släktet Phyprosopus och familjen nattflyn. Inga underarter finns listade i Catalogue of Life.